# Черкаська загальноосвітня школа № 4
Черкаська загальноосвітня школа І-ІІІ ступенів № 4 — середній навчальний заклад у Придніпровському районі міста Черкаси.

## Історія
Від початку школа була сформована з класів інших черкаських шкіл № 2, № 11 тощо і відкрита 1 вересня 1950 року. Знаходилась вона спочатку у приміщенні Будинку піонерів. До сучасного приміщення школа переїхала 1 вересня 1966 року.
У новій школі від початку навчалось 1055 учнів, але найбільшого максимуму вона досягла 1973—1974 навчального року — 1669 учнів.

## Директори
У різні роки директорами школи були:
- 1966–1969 — Кузьменков Георгій Фадейович
- 1969–1971 — Гавриленко Володимир Никифорович
- 1971–1975 — Авдєєва Валентина Яківна (була завучем у 1966—1971 роках)
- 1976–1985 — Атамась-Калашник Мечислава Адольфівна (учитель історії)
- 1985–1986 — Носань Валентина Миколаївна (була завучем у 1983—1985 та 1986-1997 роках, учитель російської мови та літератури)
- 1986–2000 — Малиночка Микола Григорович (учитель хімії)
- 2000–2002 — Трепак Богдан Олексійович (учитель інформатики)
- з грудня 2002 — Сабадаш Василь Іванович (учитель історії)

## Діяльність
У школі працюють 58 педагогів: вищої категорії — 22 особи, вчителів-методистів — 6 осіб.
У школі діє літературний гурток «Перші ластівки» під керівництвом Поїзник Валентини Петрівни.

## Випускники
- 1967р Тинченко І.
- 1968р Амбарцумова Л. Назаренко Л. Кузнєцова Л. Федоренко Т. Сіренко В. Білоусова Л. Магаляс В. Каплун Б.
- 1971р Богуславська І. Гаєнко І. Танцюра О.
- 1973р Гавриленко Т. Костенко Т. Соколов В. Хилько І.
- 1974р Паршина Л. Подольський  А. Скринюк І. Гребенник М. Сапркіна Є. Лахтуров М. Алексеєнко М.

## Реконструкція школи
== 
2021р. - оновлено центральний вхід у школу